# Je te veux
Ne doit pas être confondu avec Je te veux (chanson de Johnny Hallyday).
Je te veux est une chanson d'Erik Satie pour la musique et de Henry Pacory pour les paroles. Cette valse lente sentimentale est créée à la Scala, à Paris, en 1903, par la chanteuse Paulette Darty, dont Erik Satie a été un temps l'accompagnateur. Je te veux est enregistré en 1925 par Yvonne George. 
D'une grande beauté harmonique, elle a été reprise par Mathé Altéry, Agnès Capri, Régine Crespin, Gigliola Negri, Nicolai Gedda et Davide Bassino. Plus récemment, la chanteuse Juliette, les sopranos Jessye Norman, Marie Devellereau, Patricia Petibon et le groupe japonais ALI PROJECT l'ont enregistrée à leur tour. Kaya, chanteur japonais, l'a également reprise dans son album Kaya Meikyoku Series 1 Bon Jour !, chanson reprenant 5 grands titres français. Le pianiste de jazz Jacky Terrasson a également adapté cette chanson pour la chanteuse Cécile McLorin Salvant (album Gouache sorti en 2012). 
Elle est également utilisée comme musique de fond du jeu Famicom Binary land, sorti en 1985. Le principe du jeu était de rassembler deux petits pingouins amoureux au travers de labyrinthes en les contrôlant les deux à la fois, l'un agissant en miroir de l'autre.

## Texte de la chanson
J'ai compris ta détresse,

Cher amoureux,

Et je cède à tes vœux,

Fais de moi ta maîtresse.

Loin de nous la sagesse,

Plus de tristesse,

J'aspire à l'instant précieux

Où nous serons heureux;

Je te veux.

Je n'ai pas de regrets

Et je n'ai qu'une envie:

Près de toi là, tout près,

Vivre toute ma vie,

Que mon cœur soit le tien

Et ta lèvre soit mienne,

Que ton corps soit le mien,

Et que toute ma chair soit tienne.

Oui je vois dans tes yeux

La divine promesse.

Que ton cœur amoureux

Vient chercher ma caresse.

Enlacés pour toujours,

Brûlés des mêmes flammes,

Dans des rêves d'amours

Nous échangerons nos deux âmes.